# Nicolas Bertin
Nicolas Bertin (Parijs, 1667 of 1668 – Parijs, 11 april 1736) was een Frans schilder, tekenaar en tekenleraar.

## Levensloop
Hij was een leerling van Bon Boullogne, Jean Jouvenet, Charles Le Brun en Guy Louis Vernansal (I) in Parijs. Van 1685 tot 1689 verbleef hij in Rome waar hij lid werd van de Académie de France. In 1689 moest hij Rome vroegtijdig verlaten vanwege een affaire met een Romeinse adellijke dame. Hij vluchtte terug naar Parijs, waarbij hij in Lyon een tussenstop maakte. Hij bleef zijn verdere leven in Parijs wonen, waar hij toegelaten werd tot de Académie royale de peinture et de sculpture, vanaf 1715/1716 als leraar en vanaf 1733 als conrector. Verder was hij in deze periode ook actief in Versailles, Meudon (in 1709) en Bercy (van 1712 tot 1714). Hij was leraar van Aignan-Thomas Desfriches.

## Lijst van werken
| Titel                                                      | Datering  | Type       | Verblijfplaats                        | Afbeelding |
| ---------------------------------------------------------- | --------- | ---------- | ------------------------------------- | ---------- |
| Jozef en de vrouw van Potifar en Suzanna en de ouderlingen | 1699      | Schilderij | Rijksmuseum Amsterdam, Amsterdam      |            |
| Jozef en de vrouw van Potifar en Suzanna en de ouderlingen | 1699      | Schilderij | Rijksmuseum Amsterdam, Amsterdam      |            |
| De steniging van de Heilige Stefanus                       | 1700-1736 | Schilderij | Musée Henri Dupuis, Sint-Omaars.      |            |
| Bacchanaal                                                 | 1710-1720 | Schilderij | Muzeum Narodowe w Warszawie, Warschau |            |

- Bibliothèque nationale de France: cb14957858h (data)
- Gemeinsame Normdatei: 124675956
- International Standard Name Identifier: 0000 0000 6630 2088
- KulturNav: 9549864d-47a9-4925-bca2-fdb6aadd7712
- Library of Congress Control Number: n82103211
- Nationale Bibliotheek van Israël: 987007425043205171
- RKD-Nederlands Instituut voor Kunstgeschiedenis: 7645
- SNAC: w6jj9xq9
- Système universitaire de documentation: 028227158
- Union List of Artist Names: 500001400
- Virtual International Authority File: 69199697
- WorldCat: E39PBJjhGkhwvmjYfG4dwCpByd